# アラン・ヘール (天文学者)

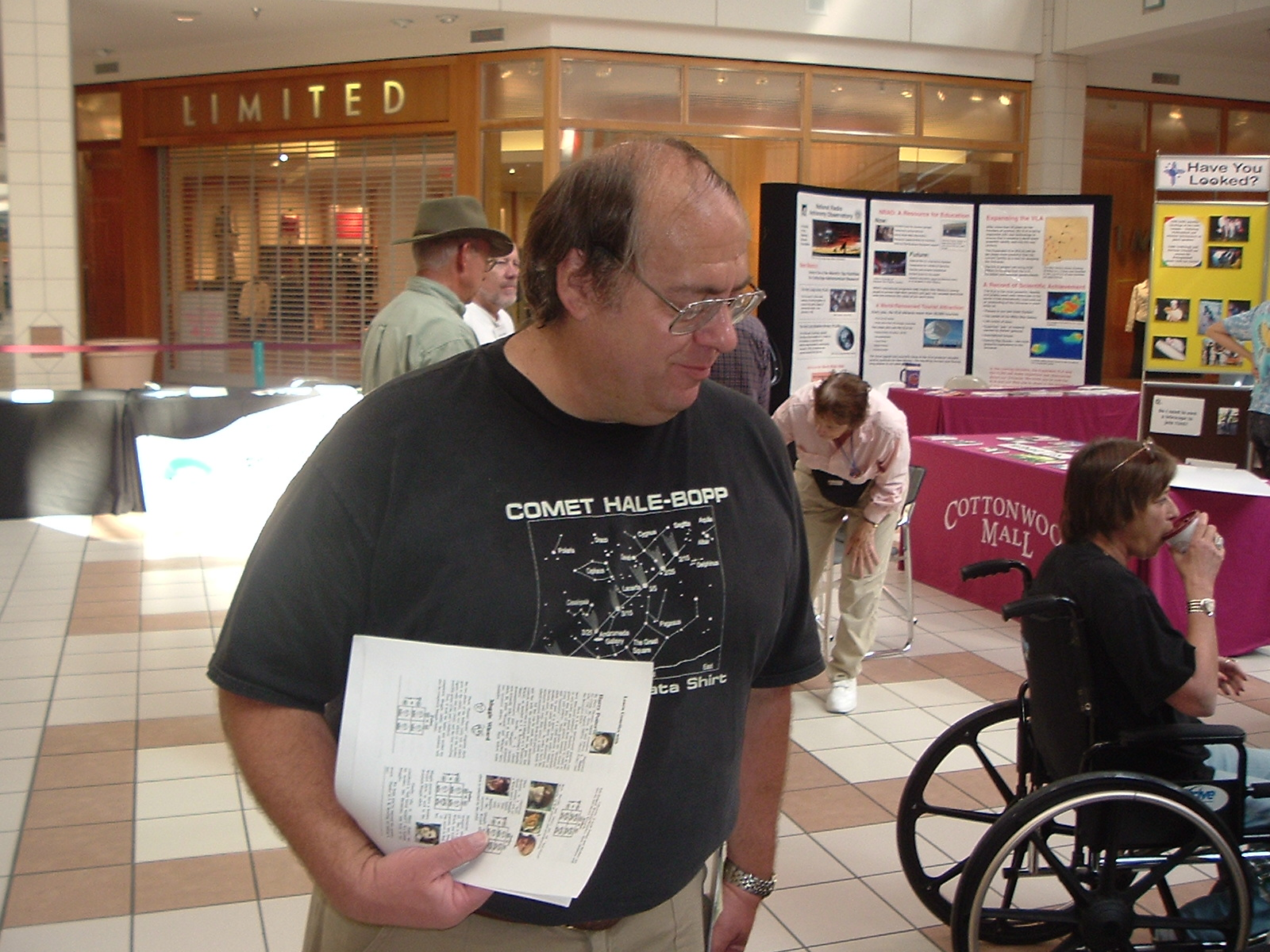
アラン・ヘール

アラン・ヘール（Alan Hale、1958年3月7日 - )は、アメリカ合衆国の天文学者である。ヘール・ボップ彗星の発見者である。
日本の立川市に生まれた。アメリカに戻りニューメキシコ州のアラモゴードで育った。1976年から1983年までアメリカ海軍軍人になった。1983年から1986年までアメリカのジェット推進研究所でディープスペースネットワーク(Deep Space Network)の技術者として働き、ボイジャー2号を含む宇宙機の開発に従事した。
ボイジャーが天王星に接近した後、ヘールはジェット推進研究所をやめ、ニューメキシコ州立大学に入り1992年天文学の博士号を取得した。天文学者に仕事がない状況に直面して、1993年に宇宙の研究と教育を行う非営利の組織サウスウェスト宇宙研究所(Southwest Institute for Space Research. 現在のアースライズ研究所(Earthrise Institute)）を設立した。1995年にトーマス・ボップと独立してヘール・ボップ彗星を発見した。